# Жмієво-Косьцельне
Жмієво-Косьцельне (пол. Żmijewo Kościelne) — село в Польщі, у гміні Ступськ Млавського повіту Мазовецького воєводства.
Населення — 33 особи (2011).
У 1975-1998 роках село належало до Цехановського воєводства.

## Демографія
Демографічна структура станом на 31 березня 2011 року:
|          | Загалом | Допрацездатний вік | Працездатний вік | Постпрацездатний вік |
| -------- | ------- | ------------------ | ---------------- | -------------------- |
| Чоловіки | 19      | 1                  | 14               | 4                    |
| Жінки    | 14      | 1                  | 3                | 10                   |
| Разом    | 33      | 2                  | 17               | 14                   |